# Área metropolitana de Logan
El área metropolitana de Logan, denominada como Área Estadística Metropolitana de Logan, UT-ID MSA por la Oficina de Administración y Presupuesto, es un Área Estadística Metropolitana centrada en la ciudad Logan, que abarca parte de los estados de Idaho y Utah, en Estados Unidos.  El área metropolitana tiene una población de 125.442 habitantes según el Censo de 2010, convirtiéndola en la 305.º área metropolitana más poblada del país.

## Composición
Los 2 condados del área metropolitana, junto con su población según los resultados del censo 2010:
- Condado de Franklin (Idaho)– 12.786 habitantes
- Condado de Cache (Utah)– 112.656 habitantes

## Comunidades
- Amalga (Utah)
- Avon (Utah) (lugar designado por el censo)
- Benson (Utah) (lugar designado por el censo)
- Cache Junction (Utah) (lugar designado por el censo)
- Clarkston (Utah)
- Clifton (Idaho)
- Cornish (Utah)
- Cove (Utah) (lugar designado por el censo)
- Dayton (Idaho)
- Franklin (Idaho)
- Hyde Park (Utah)
- Hyrum (Utah)
- Lewiston (Utah)
- Logan (Utah) (ciudad principal)
- Mendon (Utah)
- Millville (Utah)
- Newton (Utah)
- Nibley (Utah)
- North Logan (Utah)
- Oxford (Idaho)
- Paradise (Utah)
- Peter (Utah) o Petersboro (lugar designado por el censo)
- Preston (Idaho)
- Providence (Utah)
- Richmond (Utah)
- River Heights (Utah)
- Smithfield (Utah)
- Trenton (Utah)
- Wellsville (Utah)
- Weston (Idaho)
- Whitney (Idaho) (lugar no incorporado)